# Streptocarpus formosus
Streptocarpus formosus är en tvåhjärtbladig växtart som först beskrevs av Olive Mary Hilliard och Brian Laurence Burtt, och fick sitt nu gällande namn av T.J. Edwards. Streptocarpus formosus ingår i släktet Streptocarpus och familjen Gesneriaceae. Inga underarter finns listade i Catalogue of Life.

## Bildgalleri

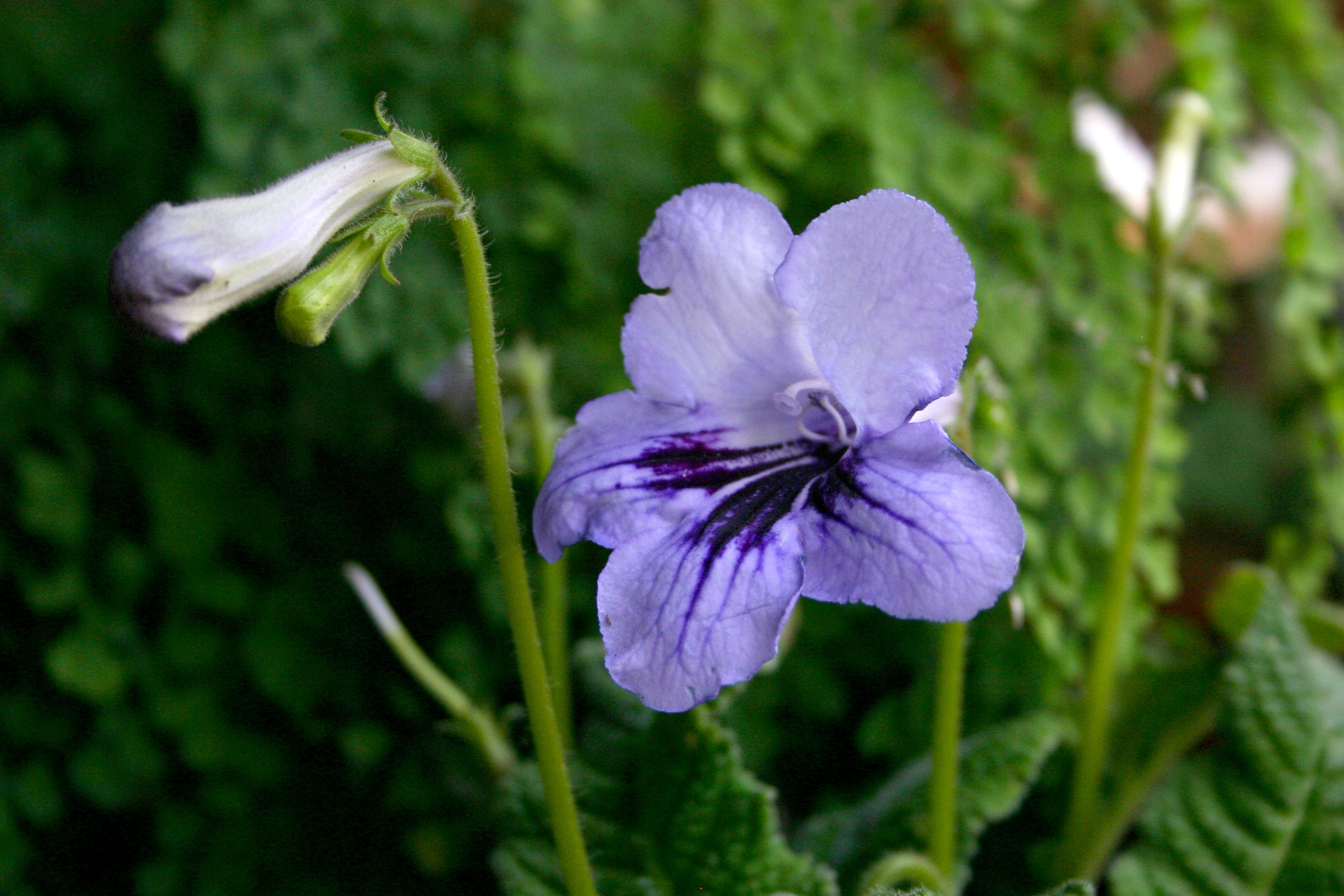
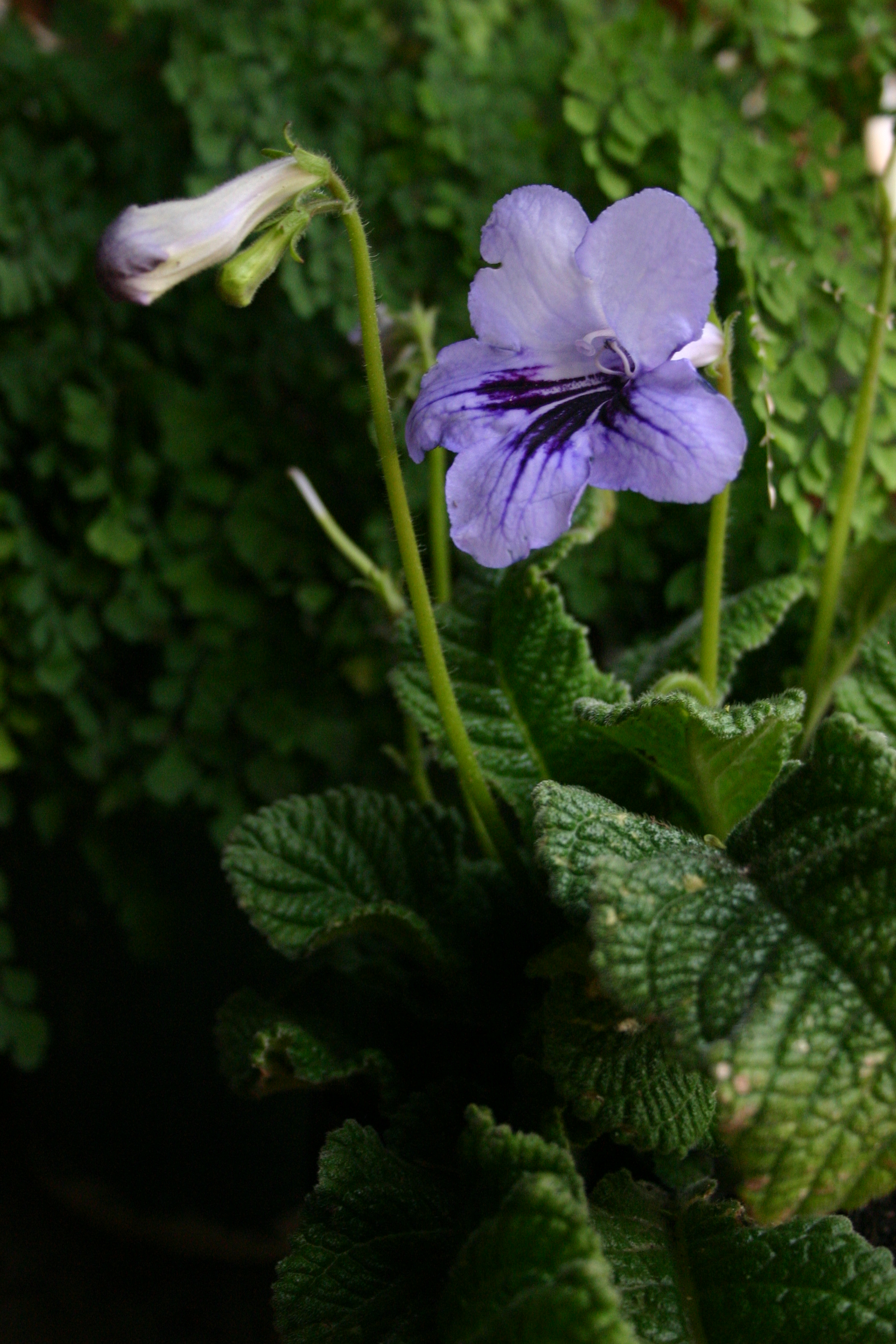
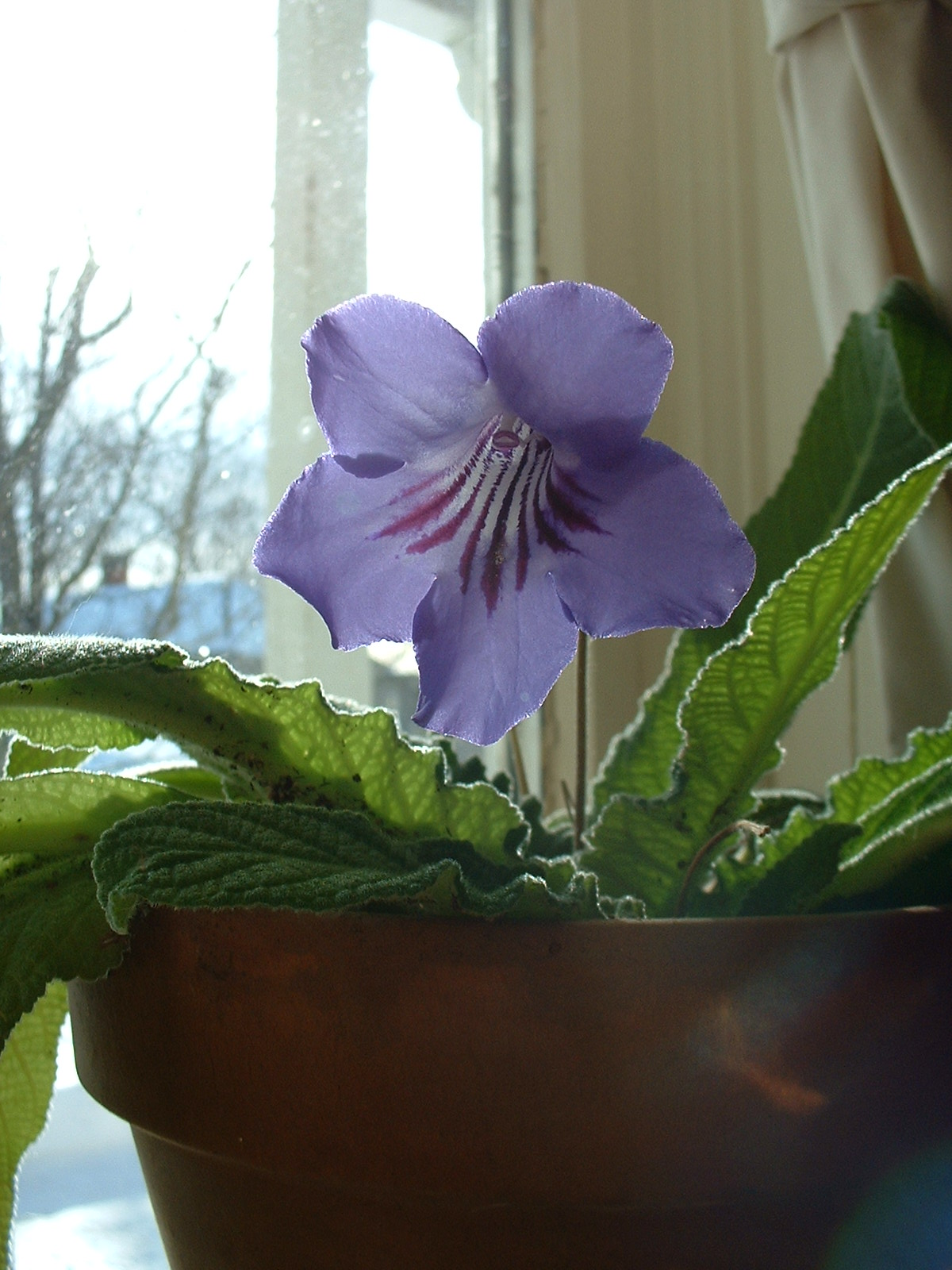